# Arda Turan
Arda Turan (født 30. januar 1987 i Istanbul, Tyrkiet) er en tyrkisk professionel fodboldspiller som spiller for Galatasaray. Han spiller på Tyrkiets landshold og spillede ved EM i fodbold 2008, hvor han scorede 2 mål, inden han i kampen mod Kroatien fik sit andet gule kort i turneringen. Dette førte til at han ikke kunne spille mod Tyskland. Han spiller med rygnummeret 10, som han overtog efter lord Lincoln blev fyret i Galatasaray. Han er blevet udnævnt som et af de 8 bedste talenter i Europa af det spanske magasin Dón balon. Turan er i dag træner for den tyrkiske fodboldklub Eyupspor.